# Sudobicze
Sudobicze (ukr. Судобичі) – wieś w rejonie dubieńskim obwodu rówieńskiego. 
W czasie wojny polsko-bolszewickiej miejsce jednej z bitew.
W II Rzeczypospolitej miejscowość była siedzibą gminy wiejskiej Sudobicze w powiecie dubieńskim województwa wołyńskiego. Na początku XXI w. wieś liczyła 346 mieszkańców.